# Judith von Masowien
Judith (polnisch Judyta; * zwischen 1222 und 1227; † zwischen 1257 und 1263) war eine polnische Prinzessin und schlesische Fürstin. Sie entstammte dem Adelsgeschlecht der masowischen Piasten und heiratete in die Schlesischen Piasten ein.

## Leben
Judiths Eltern waren Herzog Konrad I. von Masowien († 1247) und  Agafia von Ruthenien von Nowgorod.

## Ehe und Familie
Zwischen 1238 und 1239 heiratete sie Mieszko II. Oppeln-Ratibor. Mit ihm hatte sie keine Kinder.
1252 heiratete sie Heinrich III. von Schlesien. Mit ihm hatte sie die Kinder.
- Hedwig – Ehefrau von Heinrich von Thüringen und Otto des Feisten von Anhalt
- Heinrich IV. – Herzog von Schlesien
- weitere früh verstorbene Kinder

Nach Judiths Tod heiratete Heinrich III. Helene, die Tochter Albrechts I. von Sachsen.